# James Compton, III conte di Northampton
James Compton, III conte di Northampton (19 agosto 1622 – 15 dicembre 1681), è stato un ufficiale e politico inglese.

## Biografia
Era il figlio di Spencer Compton, II conte di Northampton, e di sua moglie, Mary Beaumont.

## Carriera
Divenne membro del Parlamento per Warwickshire (1640-1642). L'anno successivo suo padre è stato ucciso nella battaglia di Hopton Heath e perciò successe alla contea. Come suo padre, era un realista e durante la guerra civile comandò la cavalleria nella prima battaglia di Newbury nel 1643. È stato anche Lord luogotenente del Warwickshire (1660-1681) e Conestabile della Torre di Londra (1675-1679).
Nel 1730 fu creato Conte di Wilmington.

## Matrimoni

### Primo Matrimonio
Sposò, il 5 luglio 1647, Lady Isabella Sackville (1622-1661), figlia di Richard Sackville, III conte di Dorset. Ebbero una figlia:
- Lady Alethea Compton (14 marzo 1661-14 ottobre 1678), sposò Edward Hungerford, non ebbero figli.

### Secondo Matrimonio
Nel 1661 sposò Mary Noel (?-22 agosto 1719), figlia di Baptist Noel, III visconte Campden.  Ebbero tre figli:
- George Compton, IV conte di Northampton (18 ottobre 1664-15 aprile 1727);
- Mary Compton (1669-1691), sposò Charles Sackville, VI conte di Dorset, ebbero due figli;
- Spencer Compton, I conte di Wilmington (1673-2 luglio 1743).

## Morte
Morì il 15 dicembre 1681, a 59 anni.